# Netrek
Netrek ist ein kostenloses Multiplayer-Computerspiel für bis zu 16 Personen, das über Internet auf mehreren Servern gratis gespielt werden kann. Netrek ist ein Echtzeit-Strategiespiel, das vom Spieler die simultane Ausführung mehrerer Tätigkeiten verlangt. Das zum Spielen erforderliche Programm ist für eine Vielzahl verschiedener Betriebssysteme und Rechnerarchitekturen verfügbar.

## Geschichte des Spiels
Netrek ist ein sehr altes Spiel. Es basiert auf dem Plato-Spiel Empire (1973), dem 1974 eine 3D-Variante namens Spasim folgte.

## Spielbeschreibung
Das Ziel des auf dem Star-Trek-Universum basierenden Spieles ist die Eroberung der Galaxie mit einem der vier Völker: Föderation, Romulaner, Klingonen oder Orion.
Die Galaxie, die aus 40 Planeten besteht, kann dadurch erobert werden, dass alle Planeten der feindlichen Mannschaft durch eigene Armeen besetzt werden. Beim typischen Spiel treten 2 Fraktionen gegeneinander an, die mit jeweils 10 Planeten starten. Die Planeten der unbeteiligten Fraktionen spielen dabei nur eine untergeordnete Rolle.
Jeder Spieler übernimmt die Kontrolle über ein Raumschiff, von denen es verschiedene Typen gibt, und versucht
- Die Armeen, die automatisch auf den vom eigenen Team besetzten Planeten wachsen, vor der Zerstörung durch feindliche Schiffe zu bewahren.
- Die eigenen Armeen zu einem feindlichen Planeten zu transportieren, ohne durch einen anderen Spieler zerstört zu werden (in diesem Fall gehen die Armeen verloren).

Verliert eine Fraktion alle Planeten, so verliert diese Fraktion das Spiel.

## Raumschiffe – das Medium des Spielers
Jeder Spieler hat freien Zugriff auf fünf verschiedene Arten von Raumschiffen, die er nach jedem Tod wieder neu wählen kann. Die Raumschiffe verschiedener Fraktionen sehen unterschiedlich aus, haben jedoch alle dieselben Eigenschaften. Die fünf Arten von Raumschiffen sind:
- Scout: Ein Scout ist das schnellste Raumschiff im Spiel und gut geeignet um feindliche Planeten zu bombardieren, um deren Armeen zu zerstören. Es kann jedoch selbst nur zwei Armeen tragen und ist deshalb nur in Ausnahmefällen zur Übernahme feindlicher Planeten geeignet.
- Destroyer: Ein schnelles Schiff, wenn auch nicht so schnell wie ein Scout, und stark genug um die meisten Nahkämpfe zu überstehen. Es kann fünf Armeen tragen und ist deshalb am ehesten für die Eroberung von Planeten geeignet.
- Assault Ship: Dieses Schiff ist am besten für den Transport von Armeen geeignet, jedoch nur spärlich für den Nahkampf ausgerüstet. Während Destroyer beim Transportieren von Armeen ohne Eskorte auskommen, ist eine Eskorte für das Assault Ship notwendig.
- Cruiser: Ein Cruiser ist das Standardschiff, nicht sehr schnell, jedoch noch schnell genug um einem großen Teil von Torpedos auszuweichen. Es ist das bei weitem am häufigsten eingesetzte Schiff – ein Allrounder.
- Battleship: Ein Battleship ist stärker gepanzert als ein Cruiser, dafür jedoch langsamer und nicht so wendig. Es ist nur schlecht zum Verteidigen großer Gebiete geeignet, kann jedoch sehr wohl für das Verteidigen eines einzelnen Punktes eingesetzt werden.
- Sternenbasis: Das Spielen einer Sternenbasis unterliegt gewissen Beschränkungen. Eine Sternenbasis ist sehr langsam, dafür aber auch sehr stark bewaffnet und gut gepanzert. Eine Sternenbasis kann bis zu 25 Armeen transportieren, diese aber nicht auf einem feindlichen Planeten absetzen.

Raumschiffe sind mit Torpedos (in Anlehnung an Photonentorpedos) und Phasern ausgestattet. Ein Torpedo benötigt eine festgesetzte Menge Treibstoff (sowohl die Treibstoffkosten, als auch die Menge des verfügbaren Treibstoffs und der Schaden, den ein Torpedo anrichtet, sind von den Schiffen abhängig) und richtet eine festgesetzte Menge Schaden an. Phaser, deren Einsatz mehr Treibstoff als ein Torpedo benötigt, können ein bewegtes Ziel verfolgen. Der Schaden, den sie anrichten, ist von der Entfernung zum Ziel abhängig, auf kurze Distanz ist ein Phaserschuss sehr viel effektiver als ein Torpedo.
Jedes Raumschiff hat zu Beginn eine feste Menge Treibstoff zur Verfügung, der Treibstoff regeneriert sich, solange das Raumschiff eine gewisse Geschwindigkeit nicht überschreitet. Es ist jedoch unabhängig von der Menge des verfügbaren Treibstoffs immer möglich eine gewisse Geschwindigkeit (die Reisegeschwindigkeit) zu erreichen.
Abgesehen davon ist jedes Raumschiff noch mit einem Traktor- und einem Pressorstrahl ausgestattet, was die Bewegung von jeder Art von Raumschiff ermöglicht.
Jedes Raumschiff ist abgesehen davon auch noch zum Aktivieren einer Tarnvorrichtung in der Lage, die Güte der Tarnung ist vom Schiff abhängig.

## Spielen im Client
In jedem Client befinden sich vier Unterfenster, die eine große Komplexität des Spiels bewirken.
- Im Hauptfenster sieht der Spieler sein eigenes Schiff und die Schiffe und Planeten in seiner Umgebung; er verwendet dieses Fenster für die Steuerung des Raumschiffs, das Austragen von Nahkämpfen mit feindlichen Raumschiffen und das Bombardieren von feindlichen Planeten zur Zerstörung deren Armeen.
- Im Statusfenster sieht der Spieler den Zustand seines eigenen Schiffs (Schildstärke, Stärke der Hülle, aktuelle Geschwindigkeit, maximal noch verfügbare Geschwindigkeit (abhängig vom Schaden des Schiffs), Anzahl der geladenen Armeen, Anzahl der bereits zerstörten feindlichen Schiffe, Temperatur des Antriebs und der Waffen). Er sieht außerdem eine Liste aller anderen Spieler sowie deren Spielstärke.
- Im Galaktischen Fenster sieht der Spieler eine Karte der Galaxis, wo alle Planeten und deren Zugehörigkeit und alle Spieler und deren Position aufgezeigt wird. Dieses Fenster wird benötigt, um die Gesamtsituation des eigenen und des fremden Imperium zu verfolgen.
- Das Chatfenster zeigt alle Kommunikation innerhalb der eigenen Fraktion und jede öffentliche Kommunikation mit allen Spielern auf. Innerhalb des eigenen Teams wird die Vorgehensweise diskutiert und die Spieler geben sich Hinweise auf spezielle Ereignisse. Es wird standardmäßig Englisch gesprochen.

## Netrek-Spieler
Obwohl es unsinnig ist, vom typischen "Netrek-Spieler" zu sprechen, so wie es unsinnig ist, vom typischen "Schachspieler" zu sprechen, so lassen sich doch typische Merkmale feststellen:
- Netrek wird von Menschen aus aller Welt gespielt (Spieler kommen etwa aus den USA, Singapur, Venezuela, Deutschland, Österreich, Frankreich, Schottland). Die Mehrzahl aller Spieler stammen jedoch aus den USA.
- Ein großer Anteil der Netrek-Spieler studiert Mathematik, Informatik oder arbeitet im Bereich der Informatik. Viele geben auch an, das Spiel an der Universität kennengelernt zu haben.

## Sprache
Information ist eine der wichtigsten Ressourcen im Spiel, weswegen gute Teams permanent durch den Chat Informationen austauschen. Um Zeit zu sparen, wurde hierfür spezielle Kürzel ersonnen:
- to ogg: Dieser Begriff kann als Aufruf zu einem Kamikazeflug auf ein gegnerisches Raumschiff oder eine Sternenbasis verstanden werden. Ziel ist, dem Gegner möglichst großen Schaden zuzufügen, auch durch Explosion des eigenen Schiffs.
- twink: Dieses (Schimpf)wort wird verwendet, um die Unfähigkeit oder fehlendes Wissen eines Spielers hervorzuheben.
- clue: Kompetenter, erfahrener Spieler. Gegenteil von twink
- x is free beer: Das Raumschiff des (gegnerischen) Spielers x ist stark beschädigt und kann leicht zerstört werden. Diese Phrase wird vor allem im Team-internen Chat verwendet.
- x++: Der Spieler x hat Armeen geladen.
- doosh: Ein feindliches Raumschiff, das Armeen geladen hatte, wurde zerstört.

## Über das Spiel hinaus
Das Ogg-Dateiformat erhielt seinen Namen vom Netrek-Begriff „to ogg“ (s. o.).